# كيفن روشي
كيفن روشي (بالإنجليزية: Kevin Roche)‏ من أشهر المعماريين الأمريكيين، ولد في 14 يونيو 1922 في دبلن.

## حياته
ولد كيفن روشي في دبلن عاصمة جمهورية أيرلندا، وتربى في مدينة ميتشلستوفن (40 كلم شمال شرق كورك. تابع دراسته في كلية روكويل، بعدها بدأ دراسة الهندسة المعمارية في جامعة دبلن الوطنية. عام 1945 تحصل على بكالوريوس في الهندسة المعمارية واشتغل مع المعماري مايكل سكوت .

## روابط خارجية
- كيفن روشي على موقع الموسوعة البريطانية (الإنجليزية)
- كيفن روشي على موقع مونزينجر (الألمانية)